# Carpinus mollicoma
Carpinus mollicoma ist ein kleiner Baum aus der Gattung der Hainbuchen (Carpinus) mit dicht hell rötlich zottig behaarten Zweigen und zottig behaarten Blättern. Das natürliche Verbreitungsgebiet der Art liegt in China.

## Beschreibung
Carpinus mollicoma ist ein bis zu 10 Meter hoher Baum mit dunkelgrauer Rinde. Die Zweige sind dunkelbraun und dicht hell rötlich zottig behaart. Die Laubblätter haben einen 3 bis 8 Millimeter langen, dicht rötlich zottig behaarten Stiel. Die Blattspreite ist 5 bis 6,5 Zentimeter lang und 2 bis 2,5 Zentimeter breit, länglich-lanzettlich oder elliptisch-lanzettlich, zugespitzt oder geschwänzt zugespitzt, mit abgerundeter oder abgerundet-gekeilter Basis und einem unregelmäßig gesägten manchmal doppelt borstig gesägten Blattrand. Es werden 14 bis 17 Nervenpaare gebildet. Die Blattoberseite ist besonders entlang der Mittelrippe zottig behaart, die Unterseite ist dicht weiß oder hell rötlich angedrückt zottig behaart.
Die weiblichen Blütenstände sind 2,5 bis 3 Zentimeter lang bei Durchmessern von 1 bis 1,5 Zentimetern. Die Blütenstandsachse ist 1 bis 2 Zentimeter lang und dicht weiß oder rötlich zottig behaart. Die Tragblätter sind etwa 1,5 Zentimeter lang, 5 Millimeter breit, halb-eiförmig mit zugespitztem Ende. Der äußere Blattrand ist entfernt gezähnt ohne basalem Lappen, der innere Teil ist ganzrandig, mit schmalem, eingerolltem basalem Blattöhrchen. Die Blätter haben vier oder fünf Blattadern erster Ordnung und sind entlang der netzartig angeordneten Blattadern weich zottig behaart. Als Früchte werden etwa 4 Millimeter lange und 3 Millimeter breite, breit eiförmige, deutlich gerippte, dicht zottig behaarte Nüsschen gebildet. Carpinus mollicoma blüht von Mai bis Juni, die Früchte reifen von Juli bis September.

## Vorkommen und Standortansprüche
Das natürliche Verbreitungsgebiet liegt in der chinesischen Provinz Sichuan, im Süden von Yunnan und im Osten des Tibet in Mischwäldern auf Berghängen in 1400 bis 2900 Metern Höhe.

## Systematik
Carpinus mollicoma ist eine Art aus der Gattung der Hainbuchen (Carpinus). Diese wird in der Familie der Birkengewächse (Betulaceae) der Unterfamilie der Haselnussgewächse (Coryloideae) zugeordnet. Die Art wurde 1949 von Hu Xiansu erstmals wissenschaftlich gültig beschrieben. Der Gattungsname Carpinus stammt aus dem Lateinischen und wurde schon von den Römern für die Hainbuche verwendet.

## Nachweise